# أدريان كريستيا
أدريان كريستيا (بالرومانية: Adrian Cristea)‏ ، من مواليد 30 نوفمبر 1983 في لاسي في رومانيا ، لاعب كرة قدم روماني.
يلعب مع نادي دينامو بوخارست منذ عام 2004.
بدأ باللعب مع منتخب رومانيا لكرة القدم في عام 2007.

## مسيرته الكروية
لعب أدريان كريستيا خلال مسيرته الاحترافية مع 7 أندية في ثمانية عشر موسمًا وسجل خلالها 51 هدفًا ضمن 324 مباراة. حيث فاز في موسمين بالكأس وفي موسمين بالدوري.
خاض أدريان كريستيا مسيرته مع نادي بوليتكنيكا ياشي في موسم 2002–03 واستمر معه طيلة ثلاثة مواسم، مشاركًا في 65 مباراة سجل خلالها 13 هدفًا. ثم انتقل إلى نادي دينامو بوخارست في موسم 2004–05 ليلعب معه سبعة مواسم، حيث شارك في 162 مباراة سجل خلالها 25 هدفًا. لينتقل بعدها إلى نادي جامعة كلوج في موسم 2010–11 ولمدة موسمين، مشاركًا في 42 مباراة سجل خلالها 11 هدفًا. ثم انتقل إلى نادي ستاندارد لييج في موسم 2012–13 لمدة موسم واحد، مشاركًا في 8 مباريات ولم يسجل أي هدف. هذا وانتقل لاحقًا إلى نادي ستيوا بوخارست في موسم 2013–14 لمدة موسم واحد، مشاركًا في 9 مباريات سجل خلالها هدفًا واحدًا. ثم انتقل بعدها إلى نادي كونكورديا كياجنا في موسم 2014–15 واستمر معه طيلة ثلاثة مواسم، مشاركًا في 23 مباراة سجل خلالها هدفًا واحدًا أيضًا.

## روابط خارجية
- أدريان كريستيا على موقع الاتحاد الأوربي (الإنجليزية)
- أدريان كريستيا على موقع قاعدة بيانات كرة القدم.إي يو (الإنجليزية)
- أدريان كريستيا على موقع ناشيونال فوتبول تيمز (الإنجليزية)
- أدريان كريستيا على موقع Soccerway.com (الإنجليزية)
- أدريان كريستيا على موقع عالم كرة القدم.نت (الإنجليزية)
- أدريان كريستيا على موقع كووورة
- أدريان كريستيا على موقع AS.com (الإسبانية)